# Fawn Island
Fawn Island är en ö i Kanada.   Den ligger i provinsen Ontario, i den sydöstra delen av landet, 600 km sydväst om huvudstaden Ottawa.
Trakten runt Fawn Island består till största delen av jordbruksmark. Runt Fawn Island är det glesbefolkat, med 14 invånare per kvadratkilometer.